# Rafael González Córdova
Rafael González Córdova (24 aprile 1950) è un ex calciatore cileno, di ruolo difensore.

## Carriera
Con la Nazionale cilena ha preso parte ai Mondiali 1974.